# Amerikai labdarúgó-szövetség
Az amerikai labdarúgó-szövetség (angolul: United States Soccer Federation, USSF) az Amerikai Egyesült Államok nemzeti labdarúgó-szövetsége. Az 1913-ban alapított szövetség szervezi az észak-amerikai labdarúgó-bajnokságot, valamint az amerikai labdarúgókupát, illetve működteti az amerikai labdarúgó-válogatottat és az amerikai női labdarúgó-válogatottat.

## Történelme
A szövetséget 1913-ban alapították és még ugyanebben az évben felvételt nyert a Nemzetközi Labdarúgó-szövetségbe is. Fő feladata a nemzetközi kapcsolatokon kívül, a  Amerikai labdarúgó-válogatott férfi és női ágának, a korosztályos válogatottak illetve a nemzeti bajnokság szervezése, irányítása.
1967-ben alapították meg az Észak-Amerikai Labdarúgó Ligát (NASL), amibe profitorientáltan nagy cégek vettek részt, ennek ellenére a 80-as évek végér összeomlott a szervezet. 1996-ban indult útjára az első nemzeti bajnokság az MLS.

## Elnökök
- Sunil Gulati